# Protisty grzybopodobne

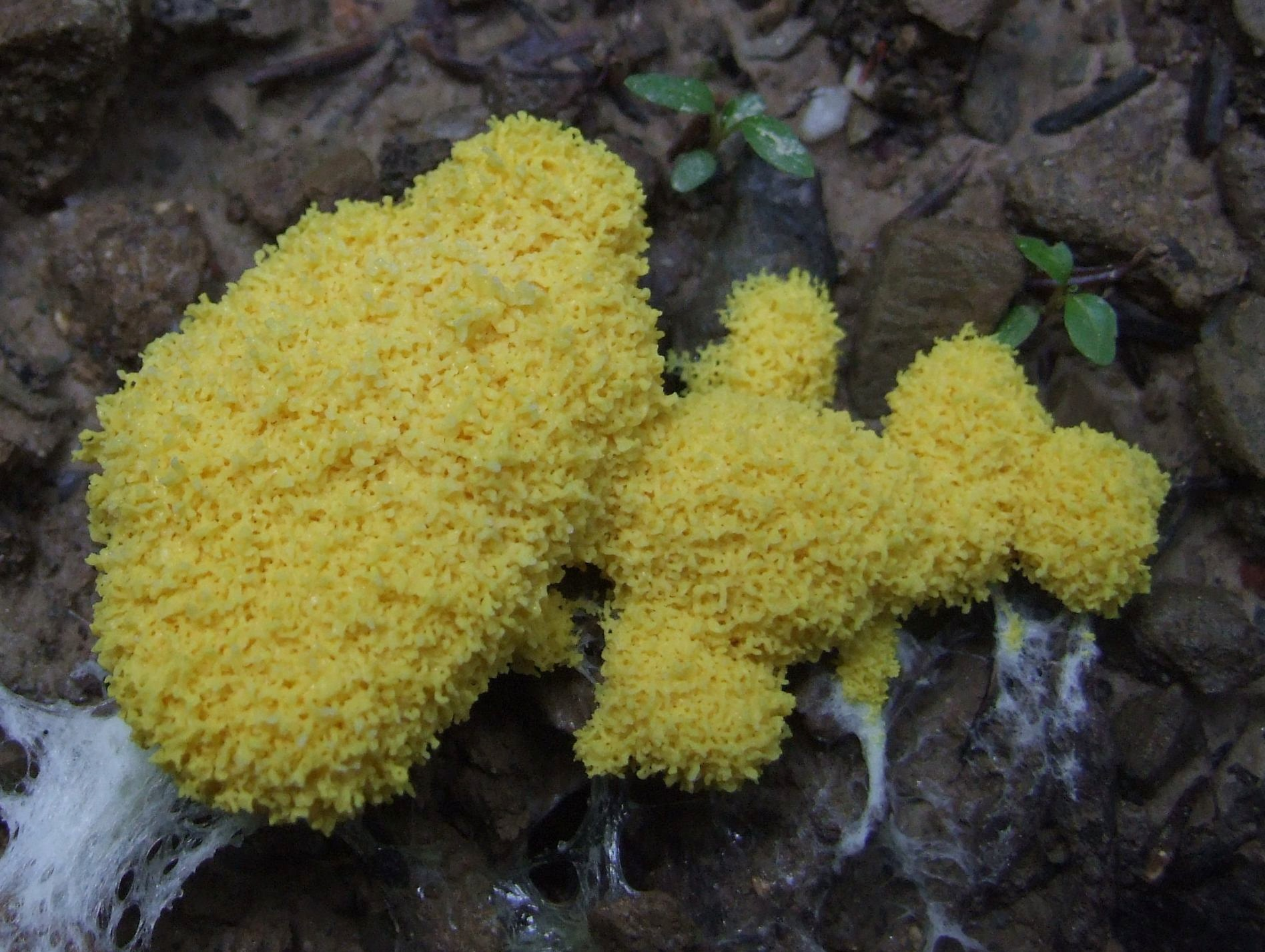
Wykwit piankowaty (Fuligo septica) – śluzowiec

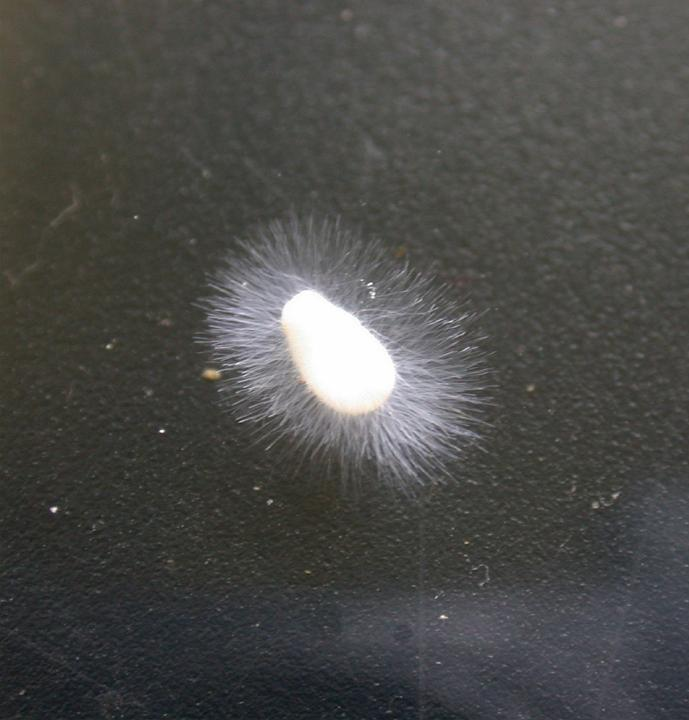
Achlya sp. – lęgniowiec

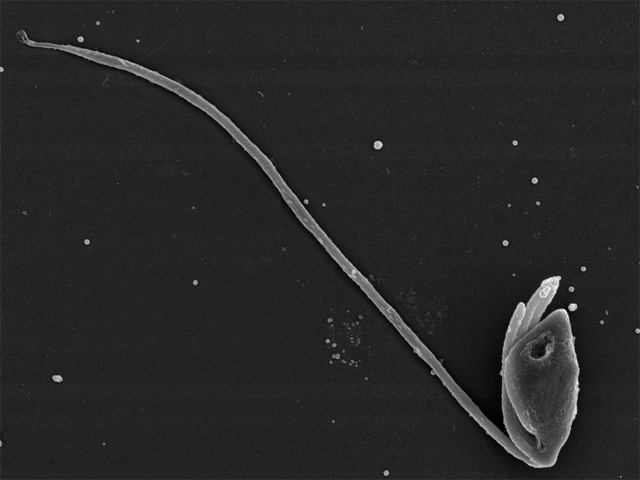
Percolomonas sp. – akrazjowiec

Protisty grzybopodobne lub organizmy grzybopodobne – nieformalna grupa protistów zaliczanych według innych, zwłaszcza dawnych, ujęć taksonomicznych do grzybów. Zakres tej grupy jest nieostry i zależy od przyjętego systemu klasyfikacji biologicznej, np. od przyjętych podziałów wewnątrz samych protistów. Obydwa królestwa organizmów są stosunkowo nowymi pojęciami, a między grzybami a niektórymi protistami da się wykazać pokrewieństwo, więc od początku ich wyróżniania istniały pewne kontrowersje co do granic. Pewne grupy protistów były zaliczane do typu (w czasach, gdy grzyby uważano za rośliny) lub królestwa Mycota ze względu na ich nitkowatą budowę ciała (strzępki) i z reguły saprofityczny sposób odżywiania się oraz możliwość tworzenia specyficznych owocników. Grupę organizmów, które uważano za formę przejściową między roślinami zielonymi (reprezentowanymi przez glony) a grzybami łączono w klasę grzybów glonowych. W odróżnieniu od właściwych grzybów mają one głównie celulozową, a nie chitynową ścianę komórkową oraz uwicione komórki. W pewnym okresie całą tę klasę określano jako grzyby rzekome lub grzybopodobne protisty, jednak pokrewieństwo jednej z ich grup – skoczkowców – z tzw. grzybami wyższymi, mimo posiadania wici, nie jest podważane, więc obecnie jest ona znowu często wyłączana z protistów i włączana do grzybów właściwych. Podobieństwo między grzybami a pozostałymi protistami grzybopodobnymi, a także różnymi grupami tych ostatnich, wynika bardziej z przybliżonego trybu życia jaki prowadzą niż z ich pokrewieństwa genetycznego.
We współczesnych systemach taksonomicznych eukarionty dzielone są na sześć supergrup, a protisty grzybopodobne znaleźć można w kilku z nich. W związku z tym, przedstawiciele poszczególnych supergrup są bliżej spokrewnieni z niektórymi protistami określanymi jako roślinne lub zwierzęce niż między sobą. Nie są one też blisko spokrewnione z grzybami, z wyjątkiem tych grup, które obecnie zaliczane są raczej do grzybów, ale ze względu na jednokomórkową budowę, bywały też włączane do protistów.

## Systematyka
Według Index Fungorum bazującego na Dictionary of the Fungi
- śluzowce (Myxomycota Traub 1962) należą do królestwa pierwotniaków (Protozoa R. Owen 1858)
- lęgniowce (Oomycota Arx 1967 należą do królestwa chromistów (Chromista Caval.-Sm. 1981)

W aktualnej klasyfikacji Cavaliera-Smitha protisty grzybopodobne nie są już grzybami, nadal jednak w licznych publikacjach są opisywane łącznie z nimi, zwłaszcza lęgniowce. Przemawiają za tym zarówno przyzwyczajenia, jak i względy praktyczne. Np. w rolnictwie fungicydami nadal nazywa się środki chemiczne przeznaczone zarówno do zwalczania pasożytniczych grzybów, jak i lęgniowców. Wydawane we Francji czasopismo naukowe Cryptogamie, Mycologie opisuje zarówno grzyby, jak i organizmy grzybopodobne. W różnego rodzaju zestawieniach lęgniowce są nadal łączone z grzybami.